# John Leyton
John Dudley Leyton (Frinton-on-Sea, 17 febbraio 1936) è un attore e cantante inglese.
Viene principalmente ricordato per il singolo Johnny Remember Me, scritta da Geoff Goddard e prodotta da Joe Meek, che raggiunse il numero uno nella UK Singles Chart nell'agosto 1961. La seguente Wild Wind raggiunse la seconda posizione delle classifiche. Sempre durante gli anni sessanta, Leyton divenne un attore per il cinema e la televisione e apparve in pellicole come La grande fuga (1963), Cannoni a Batasi (1964), Il colonnello Von Ryan (1965) e Krakatoa, est di Giava (1969).

## Biografia

### La formazione e le prime esperienze musicali
Leyton studiò alla Highgate School e, dopo aver terminato il servizio nazionale, prese parte a vari ruoli minori nel cinema e nella televisione per pagare i corsi di recitazione. Il primo film in cui ebbe un ruolo importante fu un adattamento di Biggles del 1960 lanciato dall'emittente inglese Granada, nel quale interpretò il protagonista Ginger. Grazie a questa esperienza, Leyton riuscì a ottenere un folto seguito da parte del pubblico femminile.
Dopo il successo di Biggles, Leyton decise, su consiglio del suo manager Robert Stigwood, di fare un provino come cantante per il produttore discografico Joe Meek, e registrò una cover di Tell Laura I Love Her di Ray Peterson pubblicata nel 1960 dalla Rank Organisation. Nel 1961, la Rank stava per essere ceduta dalla EMI, che pubblicò in seguito la traccia di Leyton sull'etichetta di sua proprietà HMV. Tuttavia, la EMI aveva già pubblicato una cover della stessa canzone di Ricky Valance (che era destinata a raggiungere la posizione numero uno delle classifiche britanniche). La cover di Leyton fu presto ritirata dal mercato. Leyton pubblicò nello stesso anno The Girl on the Floor Above per la HMV, ma si rivelò un altro insuccesso.

### Il successo
La successiva Johnny Remember Me (1962), la cui uscita coincise con un'apparizione dello stesso Leyton nella serie della ATV Harpers West One, in cui l'artista interpretò un cantante di nome Johnny Saint Cyr, fu invece la prima hit di grande fortuna del cantante inglese. Tuttavia, la canzone fu oggetto di censure da parte della BBC per le sue tematiche lugubri. Il suo singolo seguente, Wild Wind, raggiunse la posizione numero due nella UK Singles Chart, mentre le tracce seguenti raggiunsero piazzamenti più bassi. Il 15 aprile 1962, Leyton si esibì all'NME Poll-Winners Concert tenuto alla Wembley Pool di Londra.
Sempre durante gli anni sessanta, Leyton divenne anche un noto attore del cinema e della televisione. Nel 1962 prese parte al film It's Trad, Dad! di Richard Lester dove eseguì il suo singolo Lonely City. Nel 1963 partecipò al classico cinematografico La grande fuga, dove interpretò il costruttore del tunnel Willie Dickes, uno dei tre personaggi riusciti a scappare dal campo di concentramento. Leyton realizzò anche un singolo cantato con la base musicale del tema cardine del film di Elmer Bernstein.

### Dalla metà degli anni sessanta agli anni novanta
Nel 1963 Leyton interruppe la sua collaborazione con Goddard. Tale circostanza, combinata con l'esplosione del beat britannico, lasciò il cantante allo sbando. Nello stesso periodo, Leyton tentò senza fortuna di dare alla sua musica un sound "di gruppo" facendosi supportare dai LeRoys. L'ultimo brano giunto in classifica del cantante fu una cover di Make Love to Me del 1964. Secondo quanto riporta il giornalista di musica Bob Stanley, in quell'anno "Leyton fu protagonista di un tour con il supporto emergente dei Rolling Stones. Fu presto chiaro che gli Stones erano più popolari delle altre celebrità musicali, e Leyton, con grande dignità, abbandonò la sua carriera pop sul posto per concentrarsi sulla recitazione ".
Leyton prese parte anche a film come Cannoni a Batasi (1964), Every Day's a Holiday e Il colonnello Von Ryan (1965), con Frank Sinatra e Trevor Howard. In Krakatoa, est di Giava (1969) interpretò il progettista di una campana subacquea. Dal 1966 al 1967, Leyton interpretò il ruolo di Nicholas Gage, tenente membro del reparto operazioni speciali della Royal Navy ed esperto di demolizioni, nella serie Codice Gerico, una serie TV americana sullo spionaggio durante la seconda guerra mondiale.
Dopo essere tornato in Gran Bretagna nei primi anni settanta, Leyton tentò di rilanciare la sua carriera musicale e si fece scritturare dalla York. Per quell'etichetta incise l'album John Leyton (1973), da cui venne estratto il singolo Dancing in the Graveyard. Il cantante pubblicò anche Rock 'n' Roll (I Gave You the Best Years of My Life), una cover di Kevin Johnson. Tuttavia, in nessuna di queste circostanze l'artista ebbe successo. Fra gli anni settanta e l'inizio del decennio seguente, Leyton prese parte sempre più sporadicamente ai film e alle serie televisive. Degna di nota è la sua partecipazione a The Nearly Man, trasmessa dalla ITV.
A partire dagli anni novanta, Leyton partecipò a varie diverse edizioni del Solid Gold Rock'n'Roll Show, che lo videro impegnato insieme ad altri nomi popolari del rock 'n' roll inglese come Marty Wilde, Joe Brown, Showaddywaddy, Freddy Cannon e Craig Douglas.

### Il nuovo millennio
Leyton tornò a recitare nei primi anni duemila come conferma una sua apparizione nel film del 2005 Colour Me Kubrick, con John Malkovich. Nel maggio 2006, Leyton pubblicò una rielaborazione del brano Hi Ho Silver Lining degli Attack intitolata Hi Ho, Come On England in concomitanza con il Campionato mondiale di calcio 2006. Leyton ottenne grande successo durante il concerto 60s Icons, a cui parteciparono anche Jess Conrad e Craig Douglas. Nel 2009 prese parte al film Telstar, un film biografico basato sulla vita di Joe Meek in cui Leyton stesso fu interpretato da Callum Dixon.
Oggi Leyton prosegue la sua carriera musicale partecipando a vari concerti nel Regno Unito e in Scandinavia.

## Filmografia parziale
- 1959 – Danger Within
- 1959 – Nudi alla meta
- 1962 – It's Trad, Dad!
- 1963 – La grande fuga
- 1964 – Cannoni a Batasi
- 1965 – Il colonnello Von Ryan
- 1965 – Every Day's a Holiday
- 1969 – Krakatoa, est di Giava
- 1976 – Fern the Red Deer
- 1976 – La terza mano
- 1980 – Dangerous Davies, the Last Detective
- 2005 – Colour Me Kubrick
- 2008 – Telstar: The Joe Meek Story

## Discografia parziale

### Album in studio
- 1961 – The Two Sides of John Leyton
- 1963 – Always Yours
- 1973 – John Leyton
- 1997 – John Leyton Is Back

### Singoli
- 1960 – Tell Laura I Love Her
- 1960 – The Girl on the Floor Above (con The Charles Blackwell Orchestra and Chorus)
- 1961 – Johnny Remember Me
- 1961 – Son This Is She
- 1962 – Lone Rider
- 1962 – Lonely City
- 1962 – Down the River Nile
- 1963 – Cupboard Love
- 1963 – I'll Cut Your Tail Off
- 1964 – Make Love to Me
- 1974 – Rock 'n' Roll (I Gave You the Best Years of My Life)